# Callianassa
Callianassa Leach, 1814 és un gènere de crustacis decàpodes de la família Callianassidae, que inclou espècies de gambes bentòniques que viuen en caus o enterrades en el fang. Es caracteritzen per tenir el rostre petit, les potes del primer parell desiguals i els pleopodis tercer i quint amb un petit apèndix intern, encara que a vegades no sigui visible.

## Espècies
El gènere Callianassa inclou 46 espècies acceptades:
- Callianassa affinis  A. Milne-Edwards, 1861
- Callianassa amplimaxilla  Sakai, 2002
- Callianassa anoploura  Sakai, 2002
- Callianassa aqabaensis  Dworschak, 2003
- Callianassa australis  Kensley, 1974
- Callianassa bangensis  Sakai, 2005
- Callianassa batei  Woodward, 1869
- Callianassa brachytelson  Sakai, 2002
- Callianassa brevirostris  Sakai, 2002
- Callianassa chakratongae  Sakai, 2002
- Callianassa contipes  Sakai, 2002
- Callianassa costaricensis  Sakai, 2005
- Callianassa diaphora  Le Loeuff & Intes, 1974
- Callianassa exilimaxilla  Sakai, 2005
- Callianassa gravieri  Nobili, 1905
- Callianassa gruneri  Sakai, 1999
- Callianassa intermedia  De Man, 1905
- Callianassa joculatrix  De Man, 1905
- Callianassa japonica  Ortmann, 1892
- Callianassa lignicola  Alcock & Anderson, 1899
- Callianassa limosa  Poore, 1975
- Callianassa lobetobensis  De Man, 1905
- Callianassa longicauda  Sakai, 1967
- Callianassa malaccaensis  Sakai, 2002
- Callianassa marchali  Le Loeuff & Intes, 1974
- Callianassa matzi  Sakai, 2002
- Callianassa mocambiquensis  Sakai, 2004
- Callianassa modesta  De Man, 1905
- Callianassa nieli  Sakai, 2002
- Callianassa nigroculata  Sakai, 2002
- Callianassa parva  Edmondson, 1944
- Callianassa parvula  Sakai, 1988
- Callianassa persica  Sakai, 2005
- Callianassa plantei  Sakai, 2004
- Callianassa propriopedis  Sakai, 2002
- Callianassa pugnatrix  De Man, 1905
- Callianassa pygmaea  De Man, 1928
- Callianassa rathbunae  Glaessner, 1929
- Callianassa sahul  Poore, 2008
- Callianassa spinoculata  Sakai, 2005
- Callianassa stenomastaxa  Sakai, 2002
- Callianassa subterranea  (Montagu, 1808)
- Callianassa tabogensis  Sakai, 2005
- Callianassa tenuipes  Sakai, 2002
- Callianassa thailandica  Sakai, 2005
- Callianassa thorsoni  Sakai, 2005

 Però la gran majoria sols són conegudes pel registre fòssil:
- †Callianassa affinis Milne-Edwards, 1861
- †Callianassa alabamensis Rathbun, 1935
- †Callianassa alaica Birshtein, 1956
- †Callianassa almerai Müller, 1993
- †Callianassa alpha Stenzel, 1935
- †Callianassa americana Woods, 1922
- †Callianassa anguillensis Rathbun, 1919
- †Callianassa armata Milne-Edwards, 1870
- †Callianassa articulata Rathbun, 1906
- †Callianassa atlantica Rathbun, 1926
- †Callianassa atrox Bittner, 1893
- †Callianassa awakina Glaessner, 1960
- †Callianassa bakeri Glaessner, 1948
- †Callianassa bandonensis Rathbun, 1926
- †Callianassa batei Woodward, 1869
- †Callianassa beberibae Beurlen, 1962
- †Callianassa berryi Rathbun, 1935
- †Callianassa beta Stenzel, 1935
- †Callianassa birmanica Noetling, 1901
- †Callianassa bonjouri Etallon, 1861
- †Callianassa bosqueana Rathbun, 1935
- †Callianassa brazoensis Stenzel, 1934
- †Callianassa brevimanus Beurlen, 1939
- †Callianassa brocchii Lörenthey, 1898
- †Callianassa burckhardti Böhm, 1911
- †Callianassa calaritana Ristori, 1896
- †Callianassa canavarii Ristori, 1889
- †Callianassa chalmasii Brocchi, 1883
- †Callianassa chanabadica Birshtein, 1956
- †Callianassa cheyennensis Rathbun, 1930
- †Callianassa clallamensis Withers, 1924
- †Callianassa congolae Secretan, 1970
- †Callianassa cowlitzensis Rathbun, 1926
- †Callianassa crassa Rathbun, 1918
- †Callianassa crassa Milne-Edwards, 1870
- †Callianassa craterifera Lorenthey, 1926
- †Callianassa creagrachir (Schafhäutl, 1863)
- †Callianassa cretacea' Rathbun, 1935
- †Callianassa danai Hall & Meek, 1855
- †Callianassa delta Rathbun, 1935
- †Callianassa depressiva Secretan, 1970
- †Callianassa desmarestiana Milne-Edwards, 1860
- †Callianassa edwardsi Vía Voada, 1959
- †Callianassa elegans Böhm, 1922
- †Callianassa elongata Rathbun, 1918
- †Callianassa epsilon Rathbun, 1935
- †Callianassa erecta Böhm, 1926
- †Callianassa espichelsnsis Veiga Ferrerira, 1961
- †Callianassa eta Rathbun, 1936
- †Callianassa ferox Bittner, 1893
- †Callianassa floriana Glaessner, 1928
- †Callianassa floridana Rathbun, 1935
- †Callianassa fortis Böhm, 1922
- †Callianassa frangens Böhm, 1922
- †Callianassa fresnoensis Rathbun, 1926
- †Callianassa gigantea Withers, 1924
- †Callianassa glabra Lorenthey, 1929
- †Callianassa hayanoi Karasawa, 2011
- †Callianassa heberti Milne-Edwards, 1960
- †Callianassa hilli Rathbun, 1918
- †Callianassa hulli Rathbun, 1935
- †Callianassa incerta Rathbun, 1926
- †Callianassa infracretacea de Tribolet, 1874
- †Callianassa inglisestris Roberts, 1953
- †Callianassa inornata Nagao & Huzioka, 1938
- †Callianassa isikariensis Nagao & Otatume, 1938
- †Callianassa jahringensis' Glaessner, 1928
- †Callianassa jamaicensis Withers, 1924
- †Callianassa kerepesiensis Müller, 1976
- †Callianassa kewana Rathbun, 1926
- †Callianassa knapptonensis Rathbun, 1926
- †Callianassa kraussei Bohm 1911
- †Callianassa kraussi Stebbing 1985
- †Callianassa lacunosa Rathbun, 1918
- †Callianassa latidigita Rathbun 1919
- †Callianassa latidigitata Rathbun, 1919
- †Callianassa ledae von Fritsch, 1871
- †Callianassa longa Noetling, 1885
- †Callianassa longimana Stimpson 1857
- †Callianassa lusitanica Veiga Ferrerira, 1954
- †Callianassa macrodactylus Milne-Edwards 1860
- †Callianassa magna Rathbun, 1918
- †Callianassa masanorii Karasawa, 1998
- †Callianassa massarandubae Beurlen, 1962
- †Callianassa matsoni Rathbun, 1935
- †Callianassa maxima Milne-Edwards 1860
- †Callianassa megachir (Schafhäutl, 1863)
- †Callianassa menziesi Withers, 1926
- †Callianassa meridionalis Ball, 1960
- †Callianassa michelotti Milne-Edwards 1860
- †Callianassa minor Fischer, 1866
- †Callianassa moinensis Rathbun, 1918
- †Callianassa mokkatamensis Noetling, 1885
- †Callianassa mortoni Rathbun, 1935
- †Callianassa mottai Beurlen, 1962
- †Callianassa munieri Brocchi, 1883
- †Callianassa neocomiensis Woodward, 1869
- †Callianassa nilotica Fraas, 1867
- †Callianassa norica Glaessner, 1928
- †Callianassa nuda Beurlen 1939
- †Callianassa oktibbehana Rathbun, 1935
- †Callianassa oregonensis Dana, 1849
- †Callianassa orientalis Milne-Edwards, 1860
- †Callianassa oroszyi (Bachmayer, 1954)
- †Callianassa orthodactylus (Schafhäutl, 1863)
- †Callianassa ovalis Rathbun, 1918
- †Callianassa panamensis Glaessner, 1929
- †Callianassa parinasensis Woods, 1922
- †Callianassa parisiensis Milne-Edwards, 1870
- †Callianassa pedemontana Crema, 1895
- †Callianassa pellucida Rathbun, 1919
- †Callianassa peruviana Knechtel et al., 1947
- †Callianassa pilsbryi Rathbun, 1935
- †Callianassa porterensis Rathbun, 1926
- †Callianassa primaeva Philippi, 1887
- †Callianassa prisca Milne-Edwards, 1860
- †Callianassa pseudofraasi Lorenthey, 1929
- †Callianassa pseudonilotica' Lorenthey, 1929
- †Callianassa pseudorakosiensis Lorenthey, 1929
- †Callianassa pugnax Böhm, 1922
- †Callianassa pustulata Withers, 1926
- †Callianassa quadracuta Biffar 1970
- †Callianassa quadrata Rathbun, 1918
- †Callianassa rakosiensis Lörenthey, 1898
- †Callianassa rapax Bittner, 1893
- †Callianassa rovasendae Crema, 1895
- †Callianassa roztoczensis Müller, 1996
- †Callianassa sakakuraorum Karasawa, 2000
- †Callianassa seefriedi von Ammon, 1905
- †Callianassa simplex Bittner, 1893
- †Callianassa sismondai Milne-Edwards, 1860
- †Callianassa songoensis Böhm, 1922
- †Callianassa spinosa de Tribolet, 1876
- †Callianassa spinosa Lörenthey 1898
- †Callianassa spinulosa Rathbun, 1918
- †Callianassa stephensi Rathbun, 1926
- †Callianassa stimpsoni Gabb, 1864
- †Callianassa stridens Ratbun, 1918
- †Callianassa subplana Withers, 1924
- †Callianassa subspinosa Glaessner, 1929
- †Callianassa subterraenea Montagu 1808
- †Callianassa subterranea (Montagu, 1808)
- †Callianassa suffolkensis' Rathbun, 1935
- †Callianassa symmetrica Feldmann & Zinsmeister, 1984
- †Callianassa szobensis Müller, 1984
- †Callianassa taiwanica Hu & Tao, 1996
- †Callianassa tanakai Imaizumi, 1957
- †Callianassa tayamai Imaizumi, 1952
- †Callianassa tenuis Rathbun, 1918
- †Callianassa tepetatensis Rathbun, 1930
- †Callianassa theta Rathbun, 1918
- †Callianassa transversoplicata Noetling, 1885
- †Callianassa trechmanni Withers, 1924
- †Callianassa turkestanica' Birshtein, 1956
- †Callianassa ulrichi' White, 1880
- †Callianassa umpquaensis' Rathbun, 1926
- †Callianassa uncifera Harbort, 1905
- †Callianassa urgoneensis Lorenthey, 1929
- †Callianassa valida Rathbun, 1935
- †Callianassa velox Bittner, 1893
- †Callianassa vidali Vía Boada, 1929
- †Callianassa vorax Bittner, 1893
- †Callianassa waikurana' Glaessner, 1960
- †Callianassa wechesensis' Stenzel, 1934
- †Callianassa whiteavesi Woodward, 1896
- †Callianassa yagii Imaizumi, 1957
- †Callianassa zeta Rathbun, 1936